# Larbatache
Larbatache (em árabe: الأربعطاش) é uma cidade e comuna localizada na província de Boumerdès, Argélia. Segundo o censo de 2008, a população total da cidade era de 19 356 habitantes.